# 寺尾村 (栃木県)
寺尾村（てらおむら）は栃木県の中南部、下都賀郡に属していた村である。

## 地理
- 河川 - 永野川

## 歴史
- 1889年（明治22年）4月1日 - 町村制施行により、梅沢村、尻内村、大久保村、鍋山村、星野村、出流村が合併し下都賀郡寺尾村が成立する。
- 1954年（昭和29年）9月30日 - 大宮村、皆川村、吹上村とともに栃木市へ編入される。